# Carl Schröder (Studienrat)

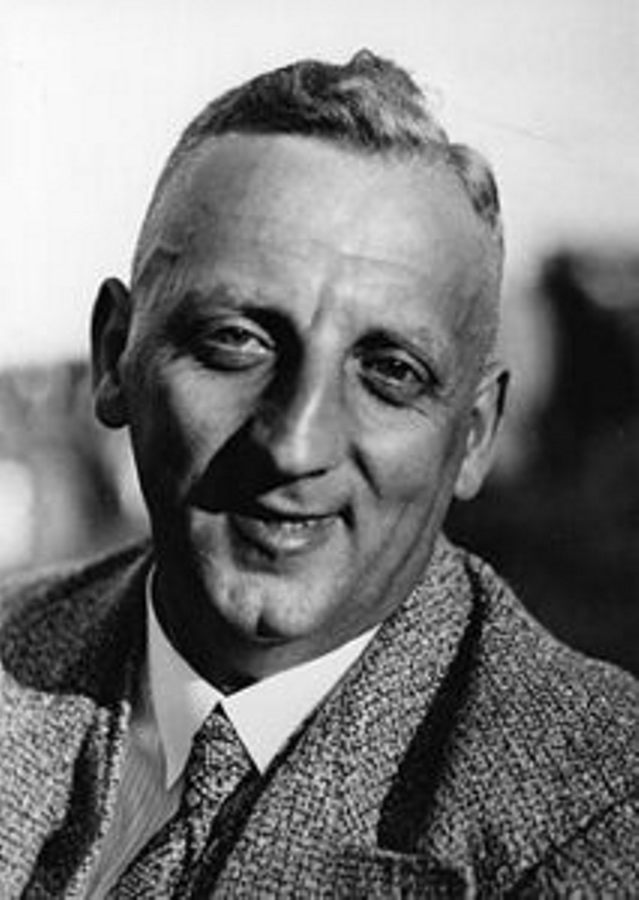
Carl Schröder

Carl Heinrich Paul Schröder (* 7. Oktober 1897 in Rostock als Carl Heinrich Paul Willbrandt; † 26. März 1973 in Teterow) war ein deutscher Pädagoge und Studienrat, der als „Vater“ der Rennstrecke Teterower Bergring gilt.

## Geschichte
Carl wurde als uneheliches Kind der Büdnertochter Erna (Auguste) Willbrandt aus Venzkow geboren. Am 17. November 1899 heiratete seine Mutter den aus Kolpin stammenden Arbeiter Heinrich (Ludwig Friedrich Karl) Schröder. Dieser erkannte Carl daraufhin als seinen eigenen Sohn an. Ob Heinrich Schröder jedoch der leibliche Vater ist, bleibt unklar.
Nach einer beruflichen Anstellung des Vaters um 1900 im Dorf Zepelin bei Bützow zog die Familie nach Bützow, wo er das Realgymnasium besuchte und erfolgreich abschloss.
Nach dem Ersten Weltkrieg setzte er sein Studium an den Universitäten Rostock und Kiel fort und legte dort das Staatsexamen in Mathematik, Physik, angewandter Mathematik sowie Leibeserziehung ab. Von 1924 bis 1926 arbeitete er als Studienreferendar und Assessor in Neukloster. Zu Ostern 1926 erhielt er eine Anstellung an der Realschule in Teterow, wo er zwei Jahre später zum Studienrat ernannt wurde. Im Jahr 1935 wurde er schließlich als Sportreferent im Rang eines Oberstudiendirektors in das Schweriner Ministerium berufen.
Nach dem Zweiten Weltkrieg wurde Schröder aus dem Staatsdienst entlassen und sah sich mit einer ungewissen Zukunft konfrontiert. Um eine neue berufliche Perspektive zu finden, nutzte er seine Fachkenntnisse als Elektriker. 1947 legte er im Alter von 50 Jahren erfolgreich die Gesellenprüfung als Elektromonteur ab und war bis 1949 in diesem Beruf tätig.
Im Oktober 1949 kehrte er als Fachlehrer an die Erweiterte Oberschule in Teterow zurück, an der er bis zu seiner Pensionierung blieb. Carl Heinrich Paul Schröder starb am 26. März 1973 in Teterow.

## Ehrenamtliches Engagement
Schröder war ein engagiertes Mitglied des Teterower Motorfahrer Clubs, der an Pfingsten jährlich auf dem Schulkamp die Geschicklichkeitsübung „Hechtgreifen“ für Motorradfahrer ausrichtete. Das große Interesse an diesem Fest führte dazu, dass der Platz auf dem Schulkamp schnell überlastet war. Daher setzte sich Schröder unermüdlich für den Bau einer Gras-Rennstrecke ein. 
Am 29. Juni 1930 fanden die ersten Motorradrennen auf dem neu geschaffenen Bergring statt. Der Zweite Weltkrieg hinterließ jedoch erhebliche Schäden auf dem Gelände des Bergrings; zahlreiche Anlagen und Gebäude wurden zerstört. Dennoch blieb Schröder dem Bergring treu. Durch sein persönliches Engagement übernahm er 1949 die Verantwortung für die Organisation des ersten Rennens nach dem Krieg. Umgeben von Gleichgesinnten begann er mit den Vorbereitungen für das 21. Teterower Bergringrennen. 
Im Jahr 1950 wurde Schröder zum Vorsitzenden der Sektion Motorrennsport gewählt. Nach der Gründung des ADMV im Jahr 1957 wurde er erster Vorsitzender des MC „Bergring“ Teterow und führte den Club bis 1962. Trotz seiner gesundheitlichen Einschränkungen unterstützte er den MC „Bergring“ Teterow bis zu seinem Tod mit Rat und Tat.

## Veröffentlichungen (Auswahl)
- Bergring Teterow (Meckl. Schweiz). In: Mecklenburgische Monatshefte. ZDB-ID 2435745-5 (Volltext LBMV).